# Kleinzwettl
Kleinzwettl ist ein Ort in der gleichnamigen Katastralgemeinde von Gastern im Bezirk Waidhofen an der Thaya in Niederösterreich.

## Geografie
Kleinzwettl liegt im nördlichen Waldviertel auf einer Seehöhe von ca. 539 Meter. Der Name leitet sich davon her, dass der Ort aus einer Ansiedlung von Kolonien des Stiftes Zwettl entstanden ist.
Die Ortschaft verfügt über 97 Bewohner (Stand: 1. Jänner 2024).

## Geschichte
Der Ort entstand im 12. Jahrhundert durch Ansiedlungen des Stiftes Zwettl und hieß ursprünglich „Münichreith“. Im 13. Jahrhundert wurde es als „Zwetlarn“ urkundlich erwähnt, seit 1780 heißt die Ortschaft Kleinzwettl. Laut Adressbuch von Österreich waren im Jahr 1938 in Kleinzwettl ein Gastwirt, ein Gemischtwarenhändler, ein Schmied, ein Schneider, ein Schuster, ein Viktualienhändler, ein Wagner und einige Landwirte ansässig.

## Kultur und Sehenswürdigkeiten

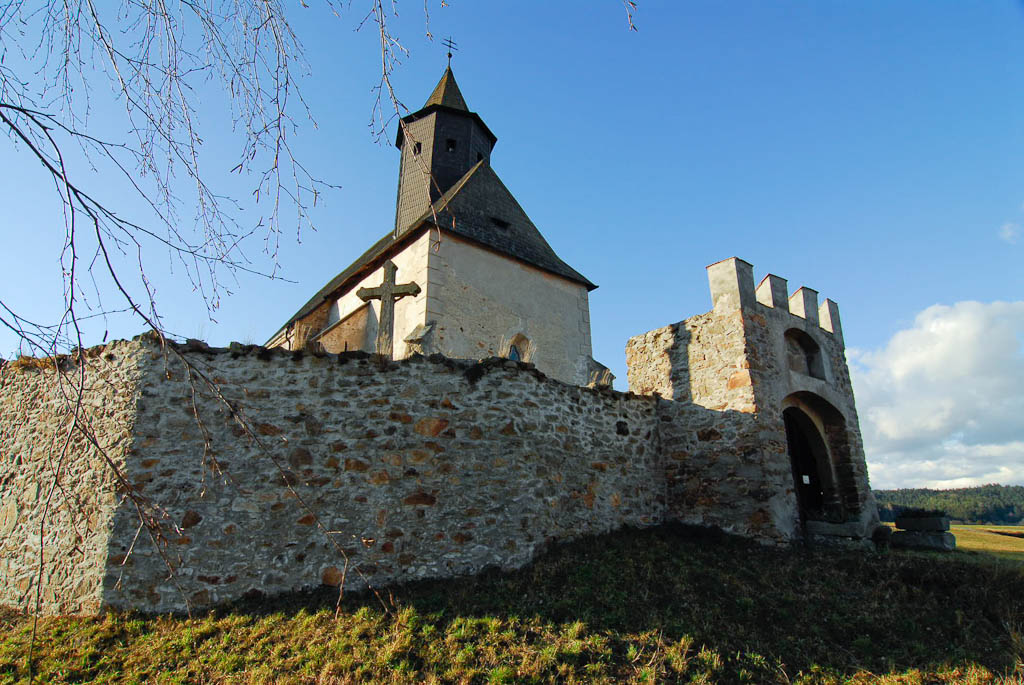
Wehrkirche Kleinzwettl

- Wehrkirche Kleinzwettl hl. Jakobus der Ältere mit gut erhaltener Wehrkirchhofanlage